# Григорян, Карен Ашотович
Карен Ашотович Григоря́н (арм. Կարեն Աշոտի Գրիգորյան; 7 сентября, 1947, Москва — 30 октября, 1989, Ереван) — советский шахматист, международный мастер (1982).
Победитель 7-го командного кубка СССР (1971) в составе ДСО «Буревестник». К. Григорян выступал на запасной доске и выиграл бронзовую медаль в индивидуальном зачёте.
Чемпион Москвы 1975 и 1979 гг. Чемпион Армянской ССР 1969, 1970, 1972 гг. Занял 8-е место в одном из сильнейших турниров в истории шахмат — 41-м чемпионате СССР (Москва, 1973), в котором участвовали 5 чемпионов мира. Неоднократно выигрывал традиционные блиц-турниры на призы газеты «Вечерняя Москва» и считался одним из лучших в СССР специалистов по молниеносной игре.
Его отец — известный армянский поэт Ашот Граши, мать — профессор филологии, брат-близнец Левон Григорян — многократный чемпион Армении по шахматам. Тяжело переживал раннюю смерть брата.
Григорян покончил жизнь самоубийством 30 октября 1989 года, бросившись с Большого Разданского моста Еревана.

## Изменения рейтинга
| Графики недоступны из-за технических проблем. См. информацию на Фабрикаторе и на mediawiki.org. |